# معقد بروتين-ربيطة

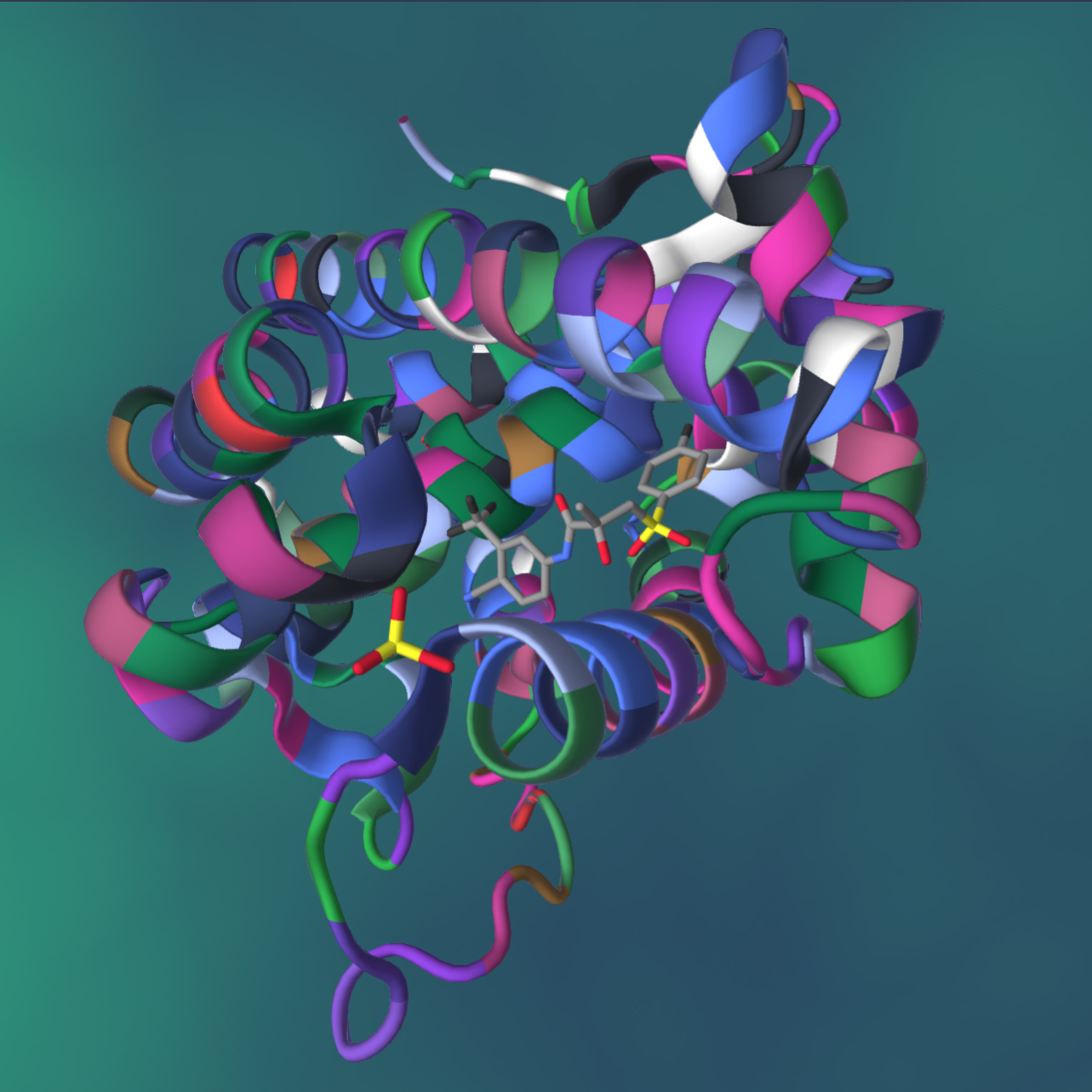
التركيب البلوري لمجال ربط الربيطة لمستقبلات الأندروجين المتحولة (W741L) ومعقد البيكالوتاميد. مثال على معقد البروتين-الربيطة.

معقد البروتين-الربيطة هو مُعقّد مكون من البروتين المرتبط بربيطة. يتكون بعد التعرف الجزيئي بين البروتينات التي تتفاعل مع بعضها البعض أو مع جزيئات أخرى مختلفة. يعتمد تكوين معقد البروتين-ربيطة على التعرف الجزيئي بين الجزيئات الكبيرة الحيوية والروابط، حيث تعني الربيطة أي جزيء يربط البروتين بدرجة عالية من الجذب والنوعيّة. لا يعد التعرف الجزيئي عملية في حد ذاته لأنه جزء من آلية مهمة وظيفيًا تتضمن العناصر الأساسية للحياة مثل التكرار الذاتي (التناسخ الذاتي) والتمثيل الغذائي ومعالجة المعلومات. على سبيل المثال، يعتمد تضاعف الحمض النووي على تعرف إنزيم الهيليكاز على لولب الحمض النووي الرايبوزي منقوص الأكسجين (DNA) المزدوج وارتباطه به، وتعرف إنزيم بوليمراز الـDNA على الشريط المفرد من الحمض النووي الرايبوزي منقوص الأكسجين (DNA) والارتباط به، وتعرف إنزيم اللايغيز على أجزاء من الحمض النووي الرايبوزي منقوص الأكسجين (DNA) والارتباط بها. يعتمد التعرف الجزيئي على التجاذب والخصوصية. تعني الخصوصية أن البروتينات تميز قرين الربط الخاص بها للغاية عن القرناء الأقل خصوصية وأن التجاذب يسمح لقرين الترابط المحدد ذي الجذب العالي بالبقاء مرتبطًا حتى لو كانت هناك تركيزات عالية من القرناء ذوو تجاذب وخصوصية أقل.

## تفاعلات
معقد البروتين-الربيطة هو تفاعل غير تساهمي قابل للعكس بين جزيئين حيويين صغيرين أو كبيرين. في التآثرات غير تساهمية لا يوجد تقاسم للإلكترونات كما هو الحال في الروابط التساهمية. قد يعتمد التآثر غير التساهمي على الروابط الهيدروجينية، وتأثير كره الماء، وقوى فانديرفال (لندن)، وتفاعلات باي (π-π)، والتفاعلات الكهروستاتيكية التي لا يتم فيها مشاركة إلكترونات بين الجزيئين المعنيين أو أكثر. تتعرف الجزيئات (البروتين والربيطة) على بعضها البعض أيضًا عن طريق التخصيص الفراغي، أي عن طريق شكل الجزيئين. بسبب هذه الخاصية التمييزية الحقيقية إن لم تكن «المعرفية»، يستخدم فيرنر لوينشتاين مصطلح «الشيطان المعرفي» أو الشيطان الجزيئي في إشارة إلى شيطان ماكسويل، التجربة الفكرية الشهيرة. في الواقع، البروتينات التي تشكل معقدات قادرة على انتقاء ركيزة من عدد لا يحصى من الجزيئات المختلفة. نسب جاك مونود الأداء أو الوظيفة عن بعد إلى هذه المعقّدات الحيوية. يستلزم العمل عن بعد فكرة نشاط موجه ومتماسك وبنّاء. لذلك يجب اعتبار البروتينات عوامل جزيئية أساسية في الأداء عن بعد لجميع الكائنات الحية.

هذه أمثلة على مستقبلات الغشاء. عادةً ما تكون بروتينات مغروسة في الغشاء. على الرغم من وجود العديد من الروابط المختلفة الموجودة خارج الخلية، إلا أن بروتينات الغشاء محددة، ولن يُربط سوى بروابط معينة بكل منها. هذا هو السبب في أن كل بروتين له ربيطة مختلفة، ويؤدي أيضًا إلى استجابة خلوية مختلفة. قد تكون الاستجابة نسخ الجين أو نمو الخلية أو العديد من العمليات الخلوية الأخرى.

## تجاذب
يمكن ملاحظة أعلى تجاذب محتمل من بروتين تجاه الربيطة، أو الجزيء المستهدف، عندما يكون لدى البروتين صورة معكوسة مثالية عن شكل السطح المستهدف إضافة إلى توزيع الشحنة الذي يكمل السطح المستهدف تمامًا. يتم إعطاء التجاذب بين البروتين والربيطة من خلال ثابت التفكك للاتزان (Kd) أو معكوس ثابت الترابط 1/ Ka (أو ثابت الربط 1/Kb) الذي يربط بين تراكيز الأنواع المعقدة وغير المعقدة في المحلول.
يتم تعريف ثابت التفكك على أنه:
Kd = {\displaystyle {\frac {[L][P]}{[LP]}}}
حيث تمثل [L] و [P] و [LP] التراكيز المولية للبروتين والربيطة والمعقد، على التوالي.
كلما انخفضت قيمة ثابت التفكك (Kd)  كلما زاد تقارب البروتين للربيطة والعكس صحيح. قيمة ثابت التفكك (Kd) تعادل تركيز الربيطة، حيث تحتوي نصف البروتينات على ربيطة مرتبطة. يتأثر التجاذب أيضًا بخصائص المحلول، مثل الرقم الهيدروجيني (pH) ودرجة الحرارة وتركيز الملح، والتي قد تؤثر على الحالة المستقرة للبروتينات والربيطات، وبالتالي تؤثر أيضًا على تفاعلها، ووجود جزيئات كبيرة أخرى تسبب تزاحم الجزيئات الضخمة.

## مهام
يمكن العثور على مجمعات البروتين- الربيطة في أي عملية خلوية تقريبًا. يؤدي ارتباط الربيطة إلى حدوث تغيير في تكوين البروتين وغالبًا أيضًا في الربيطة. يبدأ هذا التغيير سلسلة من الأحداث التي تؤدي إلى وظائف خلوية مختلفة. تتكون المعقدات من جزيئات مختلفة مثل الجزيئات الكبيرة كما هو الحال في معقدات البروتين أو بروتين الحمض النووي الريبوزي منقوص الأكسجيمن (DNA) أو معقدات الحمض النووي الريبوزي (RNA) البروتينية وكذلك بواسطة البروتينات التي تربط الجزيئات الأصغر مثل الببتيدات والدهون والكربوهيدرات والأحماض النووية الصغيرة. قد يكون لها وظائف مختلفة داخل الخلية، مثل: تحفيز التفاعلات الكيميائية (ركيزة الإنزيم)، والدفاع عن الكائن الحي من خلال الجهاز المناعي (معقدات مستضدات الأجسام المضادة)، ونقل الإشارة (معقدات المستقبل-الربيطة) التي تتكون من مستقبلات عبر الغشاء والتي عند الارتباط تقوم الربيطة بتنشيط سلسلة داخل الخلايا. يمكن لمُعقَّدات المستقبلات الهرمونية المحبة للدهون أن تمر عبر الغشاء النووي حيث يمكن تنظيم النسخ.

## مثال
يعتبر مجمع البروتين-يجند ضروريًا في العديد من العمليات الخلوية التي تحدث داخل الكائنات الحية. أحد هذه الأمثلة هو مستقبل الجلوكاجون (GCGR). مستقبلات الجلوكاجون (GCGR) هي عائلة من المستقبلات المقترنة بالبروتين ج (GPCRs) في البشر والتي تلعب دورًا مهمًا في الحفاظ على تركيز الجلوكوز في الدم خلال فترات انخفاض الطاقة. يتسبب ارتباط الجلوكاجون بالمستقبل المقترن بالبروتين ج في حدوث تغيير توافقي في المجال داخل الخلايا، مما يسمح بالتفاعل مع بروتينات ج غير المتجانسة. تطلق الوحدة الفرعية ألفا لبروتين ج ثنائي فوسفات الغوانوزين المرتبط وتربط ثلاثي فوسفات الغوانوزين. ينفصل مُعقَّد وحدة ألفا الفرعية- ثلاثي فوسفات الغوانوزين عن بيتا وغاما ثنائيي الوحدات ويتفاعل مع إنزيم محلقة الأدينيلات. يؤدي ارتباط جزيء الجلوكاجون إلى تنشيط العديد من وحدات ألفا الفرعية، والتي تعمل على تضخيم الإشارة الهرمونية. بعد ذلك، تقوم الوحدة الفرعية ألفا بتنشيط إنزيم الأدينيلات، والذي يحول أدينوسين ثلاثي الفوسفات (ATP) إلى أدينوسين أحادي الفوسفات الحلقي (cAMP). تقوم وحدة ألفا الفرعية بتعطيل نفسها في غضون دقائق عن طريق التحلل المائي لثلاثي فوسفات الغوانوزين إلى ثنائي فوسفات الغوانوزين (نشاط إنزيم غوانوزين ثنائي فوسفات (GTPase)). ترتبط الوحدة الفرعية ألفا مجددًا  مع ثنائي بيتا جاما لتشكيل مركب غير نشط. قد يسمح لنا الفهم الأفضل لآليات معقّدات البروتين-الربيطة بمعالجة بعض الأمراض مثل مرض السكري من النوع الثاني. مثبطات مستقبلات الجلوكاجون واعدة لعلاج مرض السكري من النوع الثاني. مثبطات مستقبلات الجلوكاجون إما أن تكون محايدة للجلوكاجون أو مضادات جزيئية صغيرة، وكلها تعتمد على مفهوم تفاعل معقد البروتين-الربيطة.